# Salvatore Ferro Berardi
Salvatore Ferro Berardi (Trapani, 9 aprile 1767 – 15 dicembre 1819) è stato un vescovo cattolico italiano.

## Biografia
Nacque a Trapani, allora nella diocesi di Mazara, il 9 aprile 1767.
Ordinato diacono il 25 marzo 1790, ricevette l'ordinazione presbiteriale il 23 aprile dell'anno seguente.
Vicario foraneo dal 1804, nel 1806, nominato cantore del capitolo della cattedrale, si trasferì a Mazara divenendo vicario capitolare nel 1812.
Indicato come vescovo di Catania dal re Ferdinando I il 17 novembre 1817, fu nominato da papa Pio VII il 16 marzo 1818. Ricevette l'ordinazione episcopale a Roma il 23 marzo successivo dal cardinale Bartolomeo Pacca, prefetto della Congregazione dell'immunità ecclesiastica, co-consacranti l'arcivescovo Fabrizio Sceberras Testaferrata, segretario della Congregazione dei vescovi e regolari, e Giovanni Francesco Guerrieri, arcivescovo titolare di Atene. Prese possesso della diocesi il 19 aprile seguente.
Morì poco più di un anno dopo, il 15 dicembre 1819 a soli 52 anni.

## Genealogia episcopale
La genealogia episcopale è:
- Cardinale Scipione Rebiba
- Cardinale Giulio Antonio Santori
- Cardinale Girolamo Bernerio, O.P.
- Arcivescovo Galeazzo Sanvitale
- Cardinale Ludovico Ludovisi
- Cardinale Luigi Caetani
- Cardinale Ulderico Carpegna
- Cardinale Paluzzo Paluzzi Altieri degli Albertoni
- Papa Benedetto XIII
- Papa Benedetto XIV
- Papa Clemente XIII
- Cardinale Giovanni Carlo Boschi
- Cardinale Bartolomeo Pacca
- Vescovo Salvatore Ferro Berardi